# Болди, Мэттью
Мэттью Болди (англ. Matthew Boldy; род. 5 апреля 2001, Миллис, Массачусетс) — американский хоккеист, левый крайний нападающий клуба НХЛ «Миннесота Уайлд».

## Карьера
Свою юношескую карьеру Болди начал в юниорской сборная США, выступающей в USHL. По результатам первого года выступлений в USHL он получил рейтинг А от Центрального скаутского бюро НХЛ. В итоге на драфте НХЛ 2019 года Болди был выбран в 1-м раунде под общим 12-м номером клубом «Миннесотой Уайлд».
Сезоны 2019/20 и 2020/21 Мэттью провел в команде Колледжа Бостона. По итогам сокращенного сезона 2020/21 Болди вошел в десятку игроков, номинированных на премию Хоби Бейкер Эворд, которая выдается лучшему игроку лиги NCAA. По окончании сезона 2020/21 Мэттью подписал трехлетний контракт новичка с «Миннесотой Уайлд».
6 января 2022 года Болди дебютировал в НХЛ за «дикарей» в матче против «Бостон Брюинз», сразу же забив свой первый гол, который также оказался победным. 14 февраля 2022 года, в матче против «Детройт Ред Уингз», Мэттью записал на свой счет первый в карьере хет-трик в НХЛ.
16 января 2023 года Болди подписал контракт с «Миннесотой» на 7 лет со средней годовой зарплатой 7 млн долларов.
19 мая 2024 года на чемпионате мира в Чехии набрал 6 очков (2+4) в игре против сборной Казахстана (10:1). Всего на чемпионате мира набрал 14 очков (6+8) в 8 матчах, сборная США проиграла в четвертьфинале команде Чехии (0:1).